# Giovanni Gaspare Beretti
Giovanni Gaspare Beretti (1657 à Milan - 1736) est un historien, théologien et philosophe italien. Il a été préfet de la Bibliothèque du Vatican.

## Biographie
Giovanni Gaspare Beretti naît en 1657 (ou 1660 selon le calendrier grégorien)  à Milan.
Moine bénédictin, il a été préfet de la Bibliothèque du Vatican. Il a été professeur de théologie et de philosophie à Padoue. Chargé de vérifier l'authenticité des reliques de saint Augustin en l'église San Pietro in Ciel d'Oro, il publie un compte-rendu de ses travaux dans une œuvre anonyme publiée 1700 (pratique qu'il maintiendra pour tous ses ouvrages subséquents).
En 1701, il entame une correspondance avec Ludovico Antonio Muratori, ce qui amène Beretti à étudier l'histoire locale de la diplomatie, de l'épigraphie, de la numismatie et du Moyen Âge.
Il meurt 1er janvier 1736 selon le calendrier grégorien, ou en 1712 selon le calendrier julien.

## Œuvres
- (it) De Italia medii aevi Dissertatio chorographica
- (it) Lychnus ... seu dubia de Tumulo et Reliquiis S. Augustini Ep
- (it) In Dissertationem Italiae medii aevi Censurae III, Viterbiensis, Veneta et Brixiana… belli diplomatici historia tertio premissa
- (it) Tabula Italiae graecolangobardico-francicae